# Tarentola
Tarentola es un género de geckos de la familia Phyllodactylidae conocidos con el nombre de salamanquesas o perenquenes (en las Islas Canarias).
Los miembros de este género presentan en su mayor parte colores que varían entre el marrón o el gris pálido en diversas tonalidades hasta un oscuro casi negro. Su piel tiene un aspecto rugoso y suele presentar diversos abultamientos y manchas. El color y características de su piel les permiten camuflarse durante el día en troncos de árboles, piedras y otros elementos de su hábitat natural. Algunos pueden cambiar ligeramente de color, modificando su tonalidad de piel. Son animales muy rápidos y pueden escalar por superficies verticales, ya que la mayoría disponen de almohadillas en sus patas que les permiten adherirse a cualquier superficie seca o húmeda.
El nombre del género procede de Tarento, una ciudad italiana. Diversos estudios filogenéticos parecen situar el origen del género en la cuenca del mar Mediterráneo donde las especies presentes se agruparían en seis clados mayores con Tarentola chazaliae como taxon basal. Desde un probable núcleo de origen en el norte de África la especie se dispersaría por todo el Mediterráneo durante la crisis salina del Mesiniense (Mioceno) y en momentos aún no determinados desde el continente africano a las diferentes islas atlánticas en las que se encuentra.

## Especies
Se reconocen las siguientes 31 especies:
- Tarentola albertschwartzi Sprackland & Swinney, 1998
- Tarentola americana (Gray, 1831) (Salamanquesa de Cuba)
- Tarentola angustimentalis Steindachner, 1891 (Perenquén majorero o de Fuerteventura)
- Tarentola annularis (Geoffroy De Saint-Hilaire, 1827) (Salamanquesa de Cruz)
- Tarentola bischoffi Joger, 1984 (Osga de Selvagens)
- Tarentola boavistensis Joger, 1993
- Tarentola bocagei Vasconcelos, Perera, Geniez, Harris & Carranza, 2012
- Tarentola boehmei Joger, 1984 (Salamanquesa del Draa)
- Tarentola boettgeri Steindachner, 1891 (Perenquén de Boettger)
- Tarentola caboverdiana Schleich, 1984 (Salamanquesa de Cabo Verde)
- Tarentola chazaliae Mocquard, 1895 (Salamanquesa de casco)
- Tarentola crombiei Diaz & Hedges, 2008
- Tarentola darwini Joger, 1984  (Salamanquesa de Darwin)
- Tarentola delalandii (Duméril & Bibron, 1836) (Perenquén de Delalande o salamandra)
- Tarentola deserti Boulenger, 1891 (Salamanquesa del desierto)
- Tarentola ephippiata O'Shaughnessy, 1875 (Salamanquesa del Hoggar)
- Tarentola fascicularis (Daudin, 1802)
- Tarentola fogoensis Vasconcelos, Perera, Geniez, Harris & Carranza, 2012
- Tarentola gigas Bocage, 1875 (Salamanquesa gigante)
- Tarentola gomerensis Joger & Bischoff, 1983 (Perenquén de La Gomera)
- Tarentola maioensis Schleich, 1984
- Tarentola mauritanica (Linnaeus, 1758) (Salamanquesa común)
- Tarentola mindiae Baha El Din, 1997
- Tarentola neglecta Strauch, 1895
- Tarentola nicolauensis Schleich, 1984
- Tarentola parvicarinata (Salamanquesa de Sierra Leona)
- Tarentola pastoria Trape, Baldé & Ineich, 2012
- Tarentola protogigas Joger, 1984
- Tarentola raziana Schleich, 1984
- Tarentola rudis Boulenger, 1906
- Tarentola substituta Joger, 1984